# 三角酸
三角酸，又称二羟基环丙烯酮是一种有机化合物，化学式 C3O(OH)2。它可以看作是环丙烯的酮的二醇。在室温下，它是稳定的白色固体，可溶于乙醚，会缓慢水解，在 140 °C 至180 °C下分解（可能会发生爆炸）。
1975年，三角酸的制备方法由David Eggerding和Robert West首次描述。

## 衍生物

### 三角酸盐
三角酸是一种酸，因为它的羟基相对容易放出质子 (pKa1 = 2.57, pKa2 = 6.03)，留下对称的三角酸根阴离子 C
3O2−
3。
第一个三角酸盐（锂和钾）于1976年也被Eggerding和West描述出来。三角酸锂Li2C3O3是一种可溶于水的白色固体。类似其它化学式 (CO)2−
n的环状双阴离子，三角酸根有芳香性，相对稳定。

### 类似物质
通过把三角酸根的氧原子 (=O 或−O−)替换成氰亚氨基基团 (=N−C≡N 或−N=C=N−)，可以产生对称的C
3(NCN)2−
3。把三角酸的氧原子换成二氰亚甲基 (=C(CN)2) ，会产生易于还原成稳定自由基阴离子和二价阴离子的氧化性物质。

## 制备
三角酸最初是由方酸二(三甲基)甲硅酯的光解而成，它会失去一个羰基 (CO) ，形成三角酸二(三甲基)甲硅酯。后者和丁醇的反应会产生三角酸。
三角酸也可以由方酸银和三甲基氯硅烷反应而成。
最近发现三角酸根可以通过一氧化碳在标准情况下直接环三聚而成。一氧化碳的戊烷溶液和铀配合物反应，形成键结到两个铀原子的三角酸根。